# 猿橋

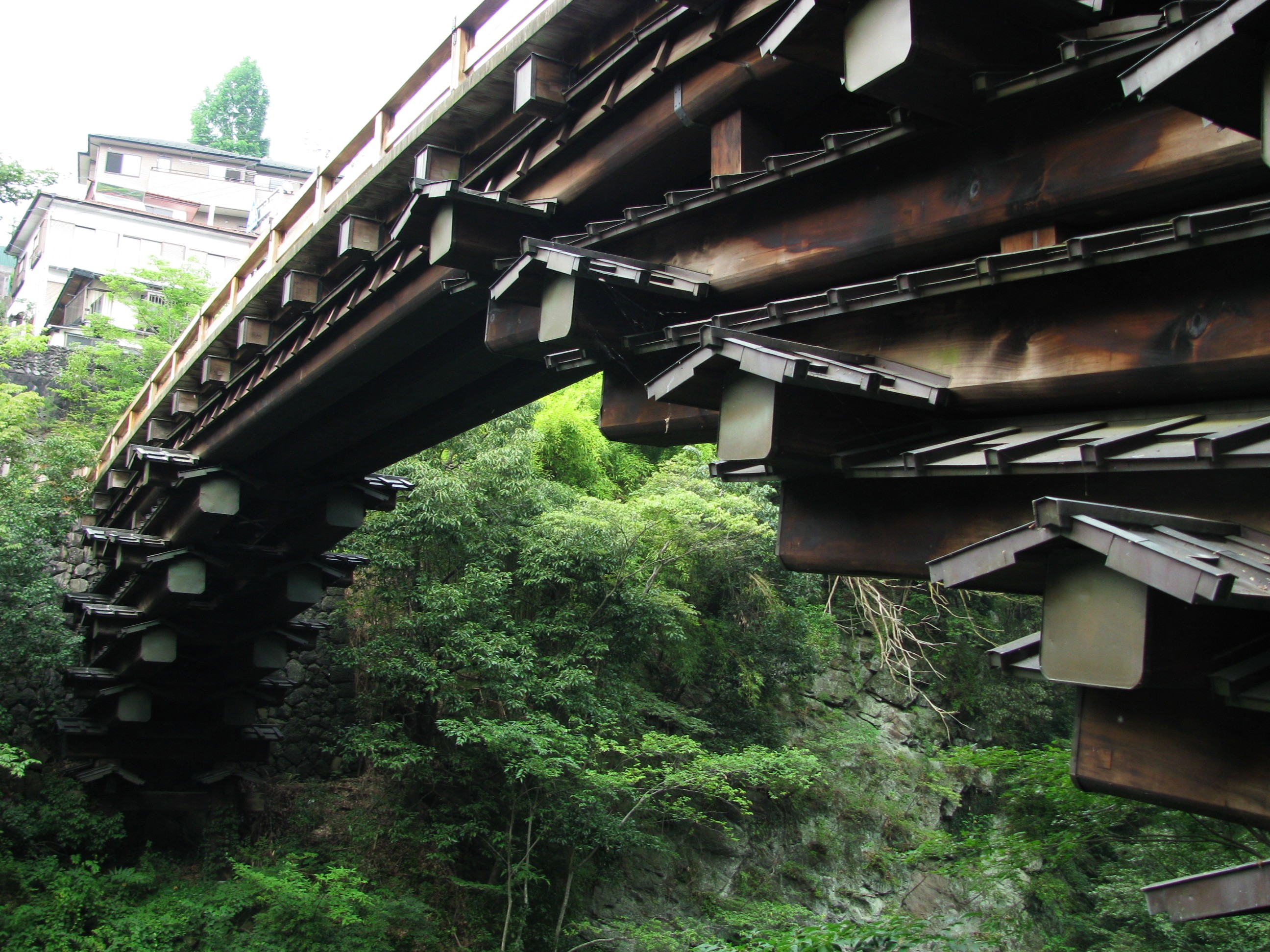
橋の構造
屋根付き刎ね木を重ねた上に橋桁が載せられている。

猿橋（さるはし、えんきょう）は、山梨県大月市猿橋町猿橋の桂川に架かる刎橋。
日本三奇橋に数えられ、国の名勝に指定されている。

## 概要
江戸時代には「日本三奇橋」の一つとしても知られ、甲州街道に架かる重要な橋であった。猿橋は現在では人道橋で、上流と下流にそれぞれ山梨県道505号小和田猿橋線と国道20号で同名の新猿橋がある。長さ30.9メートル、幅3.3メートル。水面からの高さ31メートル。深い谷間のために橋脚はなく、鋭くそびえたつ両岸から四層に重ねられた「刎木（はねぎ）」とよばれる支え木をせり出し、橋を支えている。

## 構造
猿橋は、桂川（相模川）の両岸が崖となってそそりたち、幅が狭まり岸が高くなる地点にある。幅が狭ければ橋脚を河原に下ろさずに済み、それが高所にあれば水位が高くなっても川の水に接しない。このような地点に架橋できれば、大水の影響を受けずに済む。しかし、そのためには橋脚なしで橋を渡す技術が必要である。こうした条件では吊り橋が用いられるのが常だが、江戸時代の日本にはもう一つ、刎橋という形式が存在した。
刎橋では、岸の岩盤に穴を開けて刎ね木を斜めに差込み、中空に突き出させる。その上に同様の刎ね木を突き出し、下の刎ね木に支えさせる。支えを受けた分、上の刎ね木は下のものより少しだけ長く出す。これを何本も重ねて、中空に向けて遠く刎ねだしていく。これを足場に上部構造を組み上げ、板を敷いて橋にする。猿橋では、斜めに出た刎ね木や横の柱の上に屋根を付けて雨による腐食から保護した。

## 歴史

### 起源と中世の猿橋
所在する猿橋町猿橋は桂川とその支流・葛野川の合流地点の付近に位置し、一帯は甲斐国と武蔵国・相模国の交通拠点である。江戸時代には猿橋村が成立し、甲州街道の宿駅である猿橋宿が設置された。
猿橋が架橋された年代は不明だが、地元の伝説によると、古代・推古天皇610年ごろ（別説では奈良時代）に百済に寄留していたイラン系胡人の渡来人で造園師である志羅呼（しらこ）が猿が互いに体を支えあって橋を作ったのを見て造られたと言う伝説がある。「猿橋」の名は、この伝説に由来する。
室町時代には、『鎌倉大草紙』によれば関東公方の足利持氏が敵対する甲斐の武田信長を追討し、持氏が派兵した一色持家と信長勢の合戦が「さる橋」で行われ、信長方が敗退したという。文明19年（1487年）には聖護院道興『廻国雑記』において、道興が小仏峠を越えて当地を訪れ、猿橋の伝承と猿橋について詠んだ和歌・漢詩を記録している。
戦国時代には、『勝山記』永正17年（1520年）3月に都留郡の国衆・小山田信有（越中守）が猿橋の架替を行っている。この信有による架替は、小山田氏の都留郡北部への支配が及んだ証拠とも評価されている。猿橋は天文2年（1533年）にも焼失し、天文9年（1540年）に再架橋されている。
『勝山記』によれば、大永4年（1524年）2月11日に甲斐守護・武田信虎は同盟国である山内上杉氏の支援のため猿橋に陣を構え、相模国奥三保（神奈川県相模原市）へ出兵し相模の北条氏綱と戦い、「小猿橋」でも戦闘があったという。戦国期に小山田氏は武田氏に従属し、『勝山記』によれば享禄3年（1530年）正月7日に越中守信有は当地において氏綱と対峙している。『勝山記』によれば、留守中の3月には小山田氏の本拠である中津森館（都留市中津森）が焼失し、4月23日に越中守信有は矢坪坂の戦い（上野原市大野）において氏綱に敗退している。
また、猿橋には国中の永昌院（山梨県山梨市矢坪）の寺領も存在していた。

### 近世の猿橋
1676年（延宝4年）以降に橋の架け替えの記録が残り、少なくとも1756年（宝暦6年）からは類似した形式の刎橋である。
この様な構造の橋は猿橋に限られなかったが、江戸時代には猿橋が最も有名で、日本三奇橋の一つとされた。甲州街道沿いの要地（宿場）にあるため往来が多く、荻生徂徠『峡中紀行』、渋江長伯『官遊紀勝』など多くの文人が訪れ紀行文や詩句を作成している。文化14年（1817年）には浮世絵師の葛飾北斎が『北斎漫画 七編 甲斐の猿橋』において猿橋を描いている。
江戸後期の天保12年（1841年）には、浮世絵師の歌川広重が甲府町人から甲府道祖神祭礼の幕絵製作を依頼されて甲斐を訪れている。広重は甲州街道を経由して甲府を訪れ、後に旅の記録を『甲州日記』としてまとめ、甲斐の名所をスケッチし作品にも活かしている。小島烏水によれば、現存しない日記の一部には猿橋の遠景や崖などがスケッチされていたという。広重は天保13年（1842年）頃に版元・蔦谷吉蔵から刊行された大型錦絵「甲陽猿橋図」を手がけている。

### 近現代の猿橋
明治期には富岡鉄斎が1875年（明治8年）と1890年（明治23年）に山梨県を訪れている。鉄斎は甲府の商家・大木家などに滞在しており、大木家資料（大木コレクション）には「甲斐猿橋図」が残されている。
1880年（明治13年）には明治天皇が山梨県巡幸を行い、同年6月18日に猿橋を渡っている。三代広重は『諸国名所之内　甲州猿橋遠景』においてこの時の様子を描いている。
1932年（昭和7年）3月に国の名勝に指定された。名勝に指定された当時、橋の所在地であった大原村が、管理に手がかかるため所有を拒否したため、猿橋はどこにも管理されていない無所属の状態であり、修理に必要な国の補助金が受けられない状況が続いた。この問題は、1963年（昭和38年）になって大月市の所有に決定し現在に至っている。
1934年に上流に新猿橋が造られ、国道（当時は国道8号、現在は山梨県道505号）はそちらを通るようになった。1973年（昭和48年）には別の新猿橋が下流に造られ、国道20号が通るようになった。これら二つは今も並存する。古い猿橋を継承するものとしては、H鋼に木の板を取り付け、岸の基盤をコンクリートで固めた橋が、1984年（昭和59年）に架け替えられた。これが現在の猿橋で、部材を鋼に変えて1851年（嘉永4年）の橋を復元したものである。
なお、1902年（明治35年）に中央本線の鳥沢 - 大月間が開業した際には猿橋の脇を通っていたため、列車内から橋が眺められた。しかし、1968年（昭和43年）梁川 - 猿橋間複線化の際に途中駅の鳥沢駅から新桂川鉄橋で桂川を渡り、猿橋トンネルを通過して猿橋駅に至る南回りのルートに変更されたため、車窓から橋を眺めることはできなくなった。

### アクセス
- JR東日本中央本線猿橋駅から東へ約1.2 km
- 中央自動車道猿橋バスストップより約500 m

## 画像

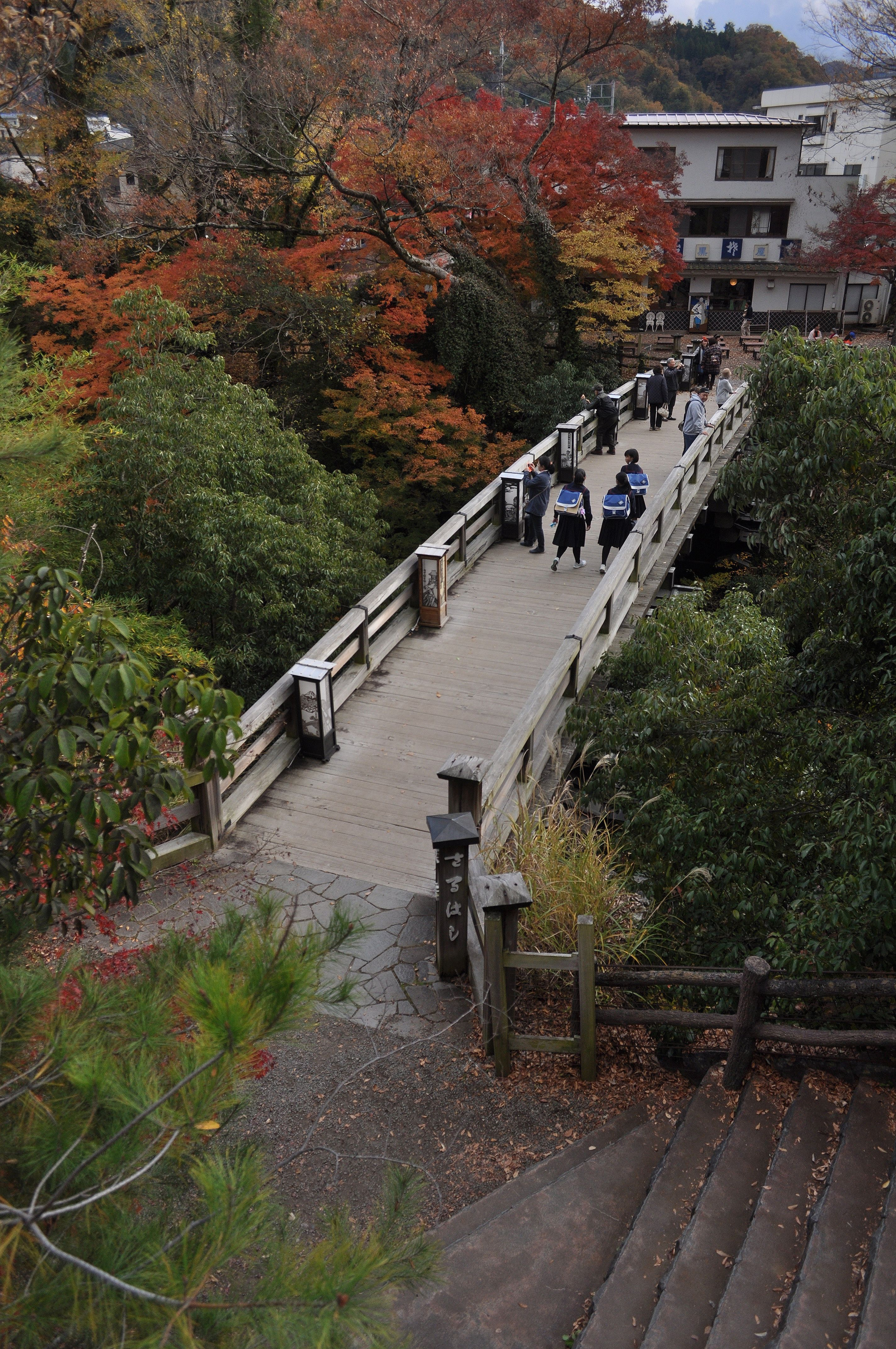
北側公道から見た猿橋（2017年11月16日撮影）
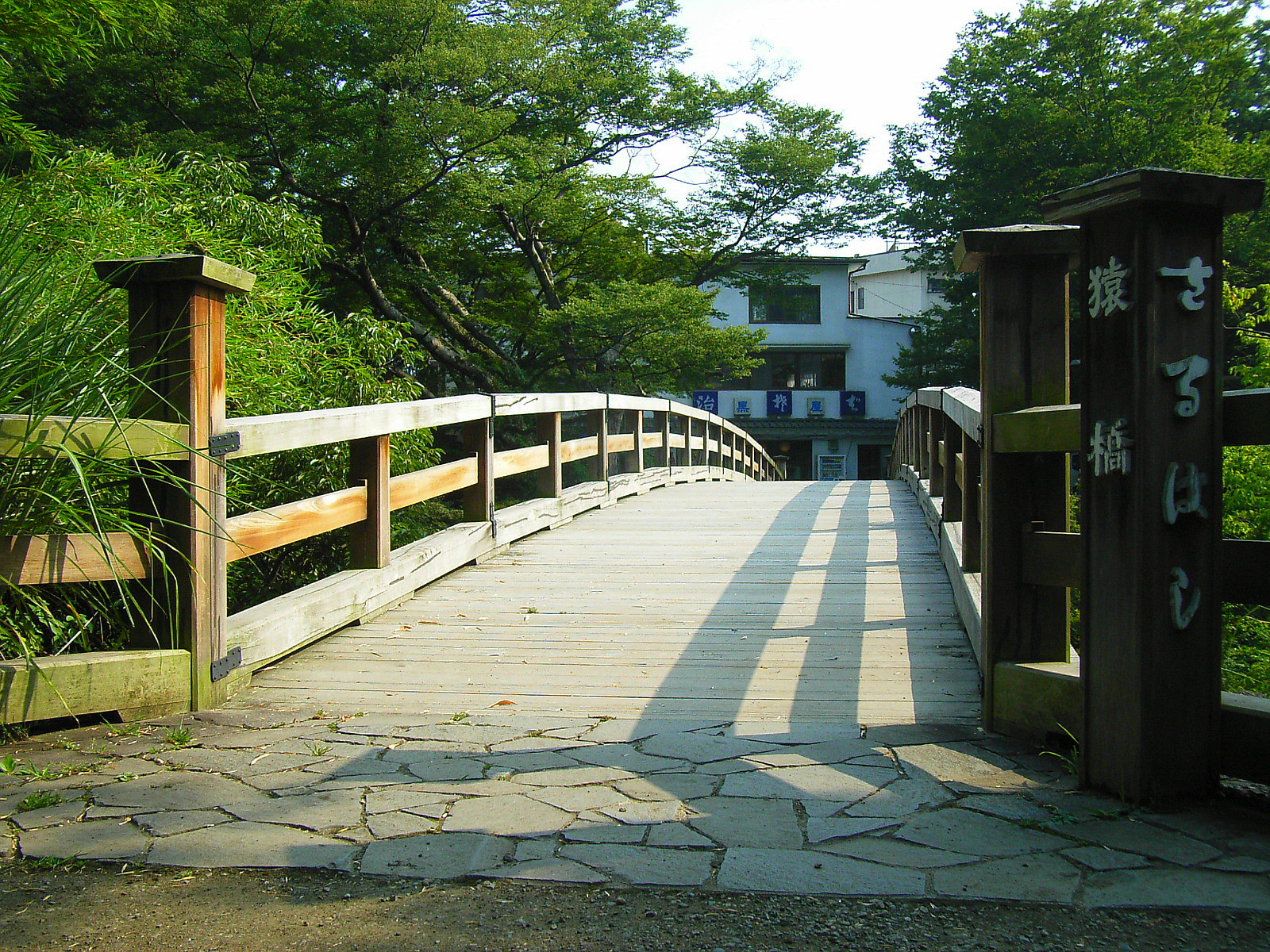
北から見た猿橋（2005年8月）
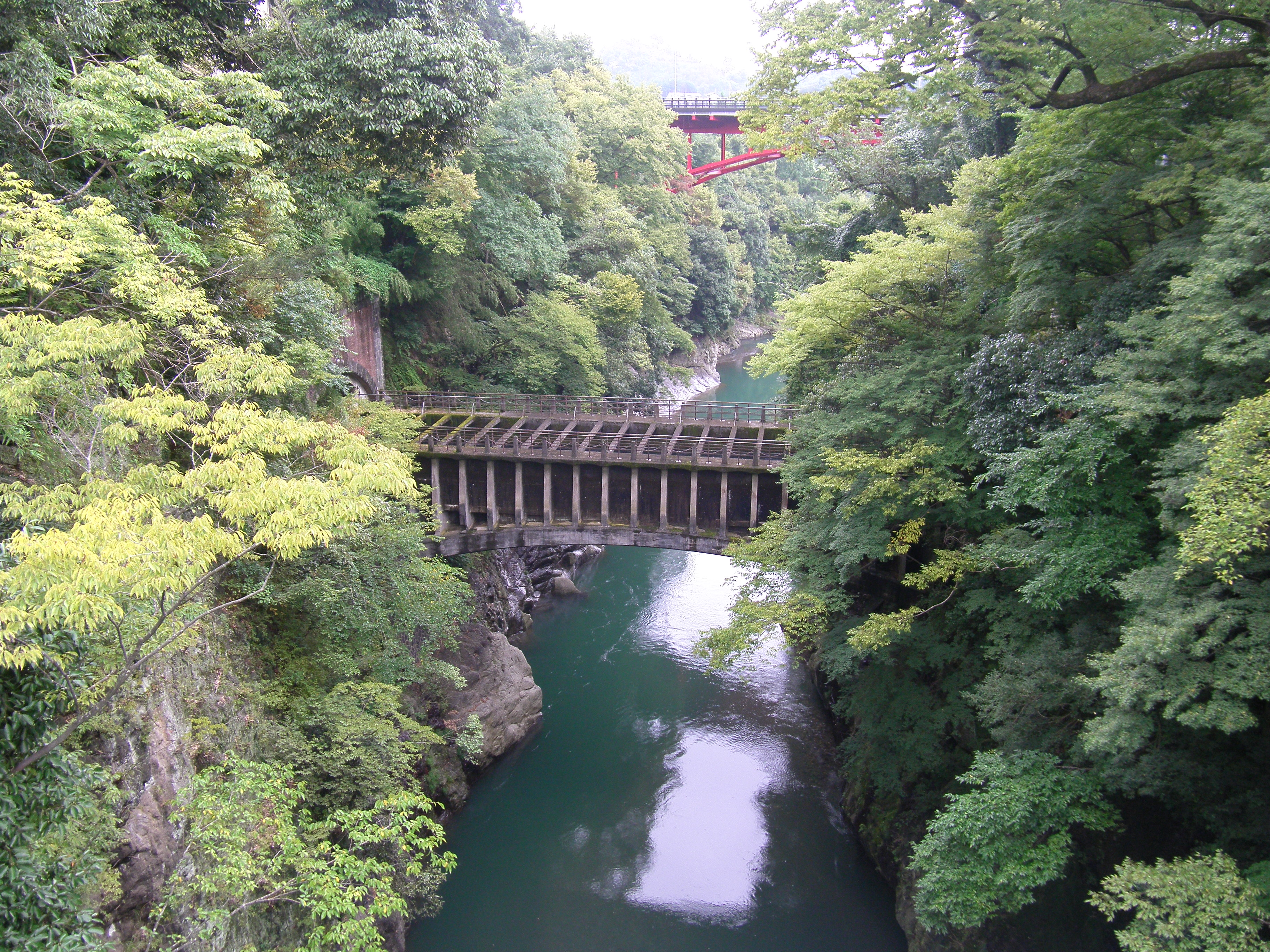
猿橋から下流方向の眺め（2008年9月） 下に見えるのは八ツ沢発電所一号水路橋、上に見える赤い橋は国道20号の新猿橋
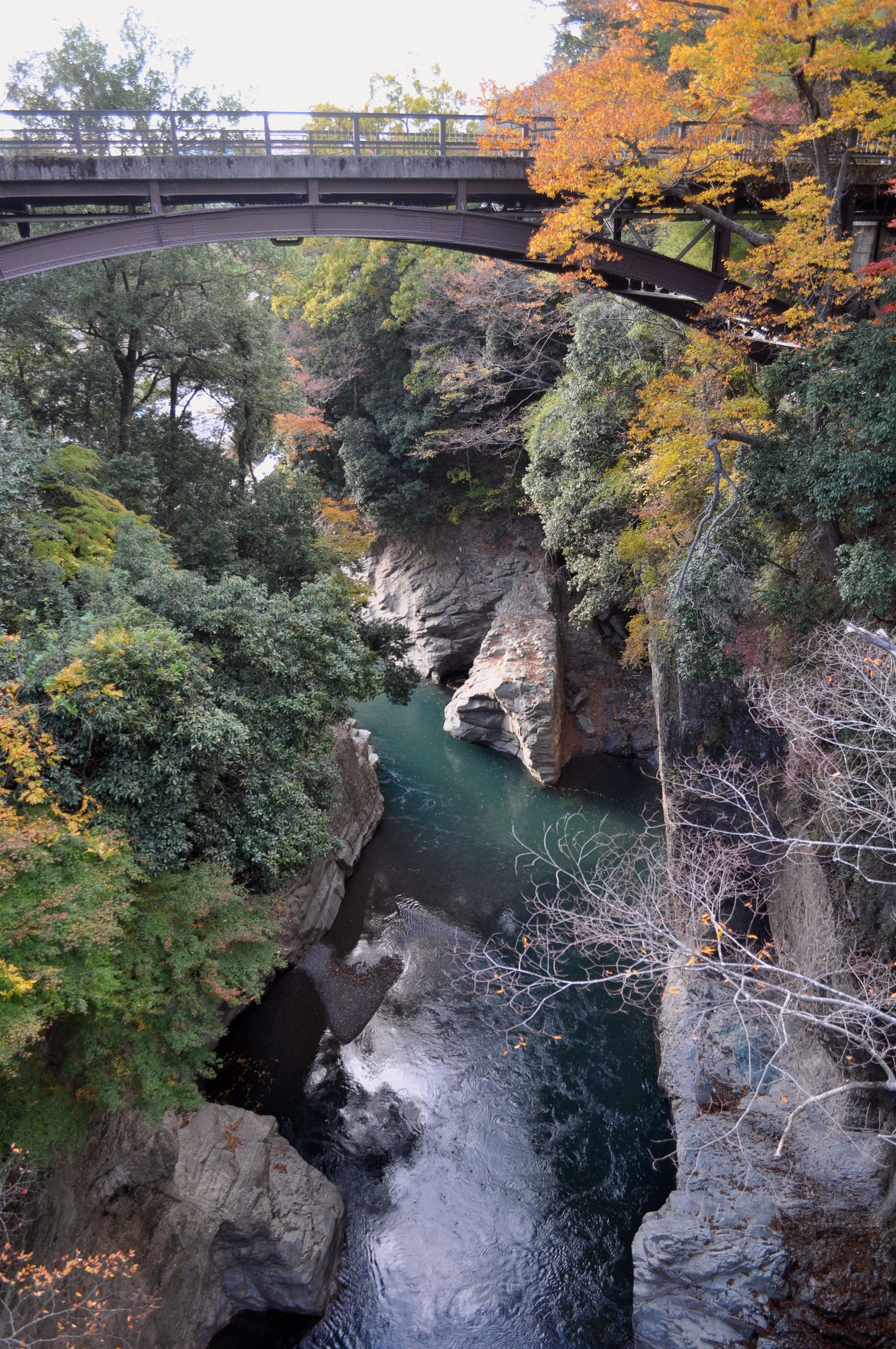
猿橋から上流方向の眺め（2017年11月16日撮影）
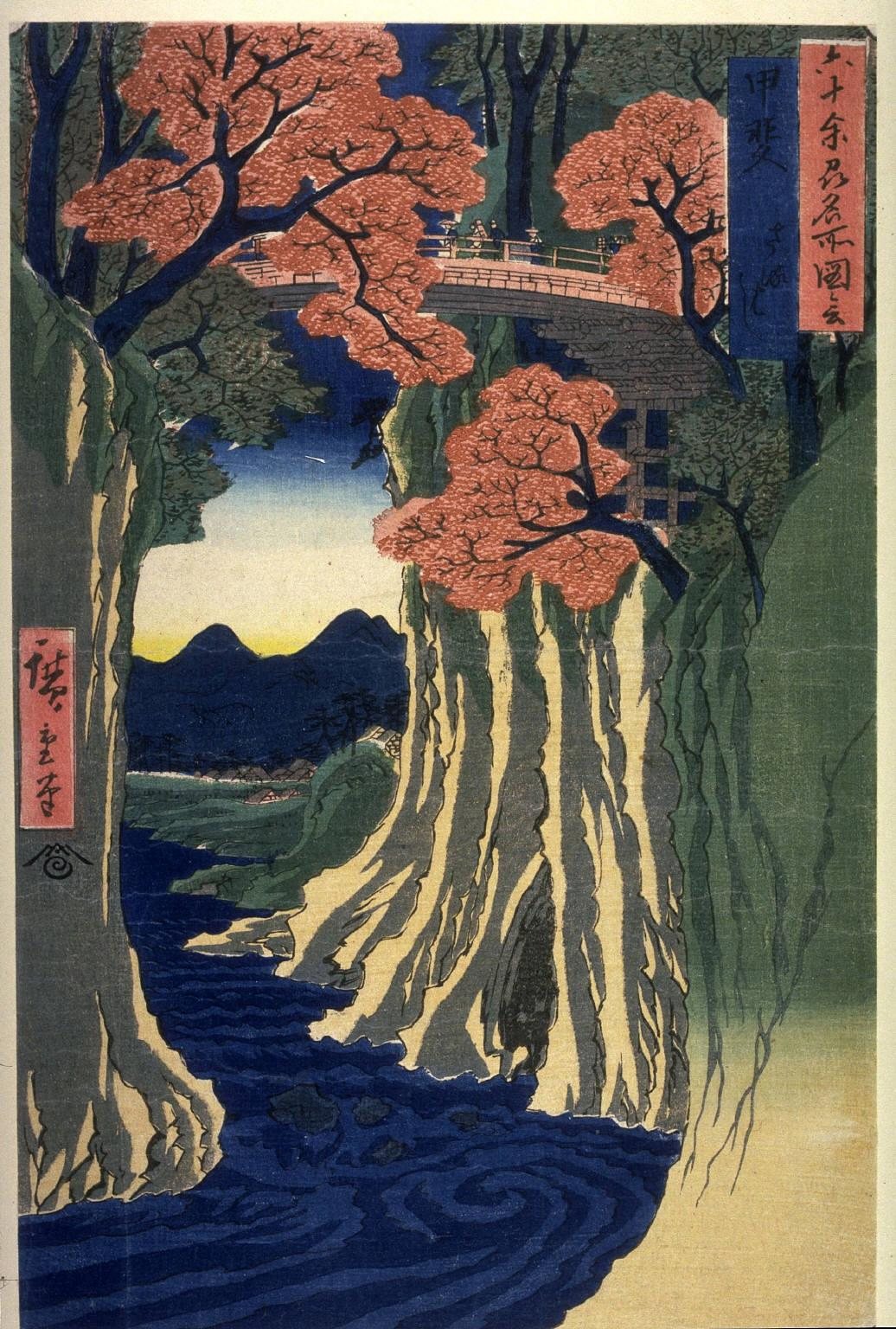
歌川広重 『六十余州名所図会 甲斐 さるはし』